# Bothriochloa alta
Bothriochloa alta är en gräsart som först beskrevs av Albert Spear Hitchcock, och fick sitt nu gällande namn av Johannes Jan Theodoor Henrard. Bothriochloa alta ingår i släktet Bothriochloa och familjen gräs. Inga underarter finns listade i Catalogue of Life.